# Яган (Удмуртия)
Яган — посёлок в Малопургинском районе Удмуртии. Административный центр сельского поселения Яганское.

## География
Посёлок находится в южной части республики, в подзоне смешанных лесов, на реке Иж в месте впадения рек Кечёвка и Постолка, на расстоянии примерно 7 км от села Малая Пурга, административного центра района и в 40 км к югу от Ижевска, республиканской столицы. Яган разделяют на части, которые известны под неформальными названиями Посёлок, Кузьминка, Успьян, Казармы и Заречка. У южной окраины селения проходит ж.-д. магистраль Москва — Екатеринбург. В окрестностях располагается живописная березовая роща.

### Географическое положение
Близлежащие поселения:
- с. Кечево (нижнее, среднее, верхнее) — 7 км
- с. Пугачево — 3 км
- с. Малая Пурга — 8 км
- г. Агрыз — 10 км
- с. Малая Бодья — 3 км
- с. Успьян — 3 км
- с. Яган-Докья — 4 км

### Климат
Климат характеризуется как умеренно континентальный, с продолжительной холодной многоснежной зимой и коротким относительно жарким летом. Средняя температура воздуха самого тёплого месяца (июля) — 18,9 °C; самого холодного (января) — −14,3 °C. Вегетационный период длится 160—170 дней. Среднегодовое количество атмосферных осадков составляет 538 мм, из которых 353 мм выпадает в период с апреля по октябрь. Снежный покров держится в течение 160—165 дней.

## История
Яган в переводе с удмуртского означает в лесу

## Население
| 2010 | 2012  |
| ---- | ----- |
| 1379 | ↗1418 |

### Национальный и гендерный состав
Согласно результатам переписи 2002 года, в национальной структуре населения русские составляли 50 %, удмурты 29 % из 12 595 чел., из них 595 мужчин, 664 женщины.

## Инфраструктура
Основа экономики — сельское и лесное хозяйство. Лесопиление, столярное производство. Производство картонных упаковок и бумажных стаканчиков.
Яганский ОРС и магазины других торговых организаций. Учебные заведения — Яганская средняя школа и начальная школа-сад.

## Транспорт
Недалеко от села находятся железнодорожные станции Успьян (линия Москва — Екатеринбург) и 5 км (линия Агрыз-Ижевск). Автобусным сообщением село связано с Ижевском.